# Priest (film)
Pour les articles homonymes, voir Priest.
Pour plus de détails, voir Fiche technique et Distribution.
Priest ou Prêtre au Québec est un film américain réalisé par Scott Charles Stewart, basé sur le manhwa (bande dessinée coréenne) éponyme de Hyung Min-woo et sorti en 2011.

## Synopsis
À la suite de la guerre séculaire qui opposa humains et vampires, ces derniers ont été vaincus par la caste des Prêtres et les survivants parqués dans des réserves. Dans ce monde ravagé, les villes sont devenues des mégalopoles orwelliennes gouvernées par les hautes instances du clergé et les Prêtres sont laissés pour compte, désormais inutiles. L’Église est omniprésente à Cathedral City, des panneaux aux haut-parleurs qui martèlent le dogme, et les prélats ressassent leur leitmotiv : « quiconque s'oppose à l’Église s'oppose à Dieu ». Après le dernier conflit, un prêtre - vétéran légendaire et anonyme - , s'adapte tant bien que mal à cette nouvelle vie.
Cependant, sa nièce est enlevée par un groupe de vampires, l'obligeant donc à braver l'autorité religieuse (qui nie qu'une telle chose soit possible)  en reprenant les armes.

## Séquence d'introduction
L'univers dans lequel se déroule le film est présenté lors d'une séquence animée de quelques minutes revenant sur la guerre passée entre vampires et humains. Cette séquence a été réalisée par Genndy Tartakovsky, déjà réalisateur de la série Star Wars: Clone Wars.

## Fiche technique
- Titre original : Priest
- Réalisation : Scott Charles Stewart
- Scénario : Cory Goodman et Min-Woo Hyung
- Production : Josh Bratman et Michael De Luca
- Musique : Christopher Young
- Costumes : Ha Nguyen
- Société de distribution : Sony Pictures Entertainment
- Budget : 60 millions $
- Pays :  États-Unis
- Langue : anglais
- Genre : Action, fantastique, horreur, science-fiction et thriller
- Durée : 87 minutes
- Dates de sortie :
  -  États-Unis : 13 mai 2011
  -  France : 11 mai 2011

## Distribution
- Paul Bettany (VF : David Krüger ; VQ : Patrice Dubois) : Le prêtre
- Karl Urban (VF : Jean-Pierre Michaël ; VQ : Frédéric Paquet) : Chapeau Noir
- Cam Gigandet (VF : Damien Ferrette ; VQ : Philippe Martin) : Hicks

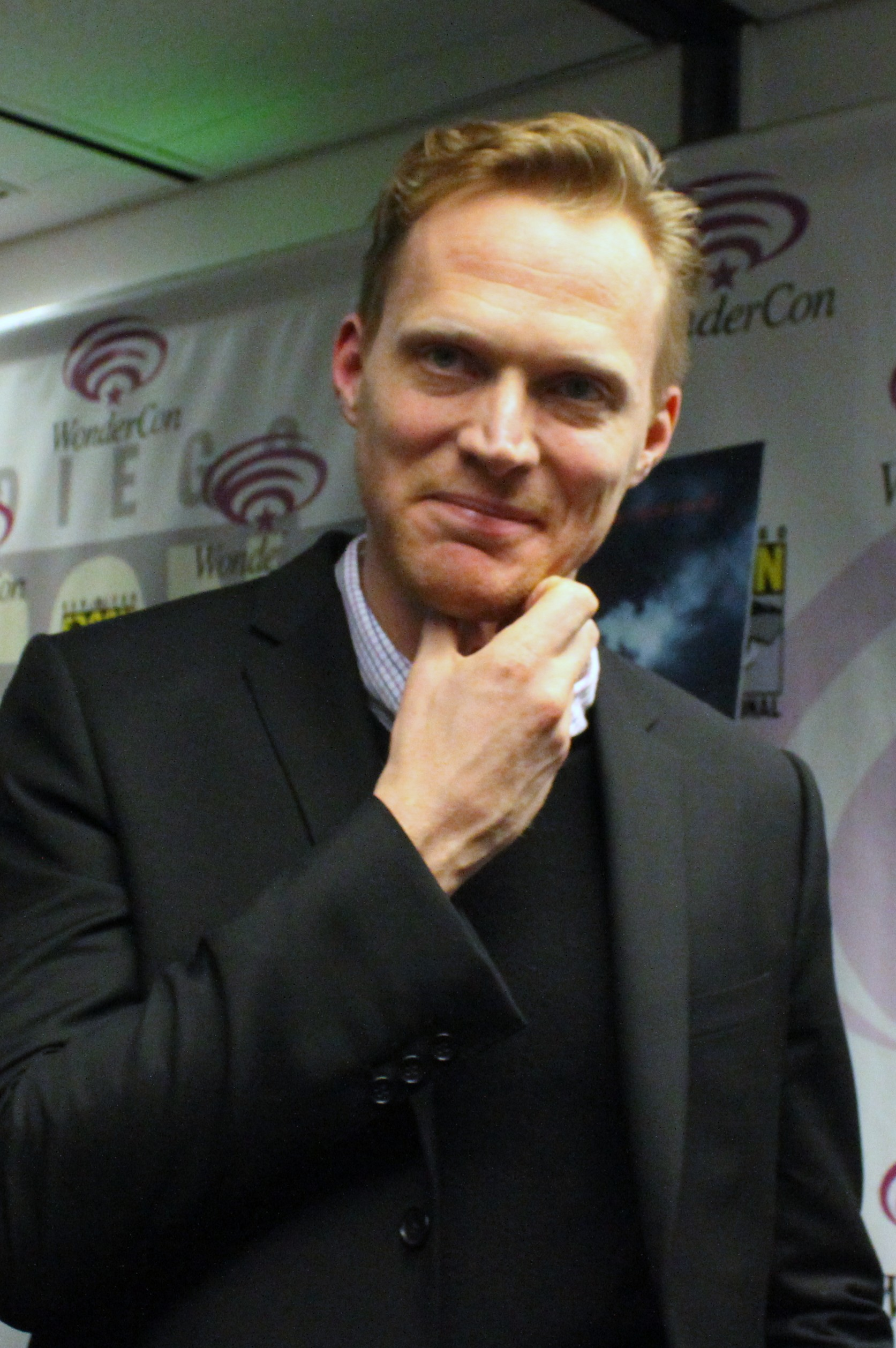
L'acteur principal Paul Bettany en 2011.

- Maggie Q (VF: Yumi Fujimori ; VQ : Catherine Hamann) : la prêtresse
- Lily Collins (VF : Jessica Monceau ; VQ : Sarah-Jeanne Labrosse) : Lucy Pace
- Brad Dourif (VF : Jean-François Vlérick ; VQ : François Sasseville) : le vendeur ambulant
- Stephen Moyer (VF : Damien Boisseau ; VQ : Daniel Picard) : Owen Pace
- Christopher Plummer (VF : Michel Le Royer ; VQ : Vincent Davy) : Monseigneur Orelas
- Alan Dale (VF : Georges Claisse ; VQ : Jean-François Blanchard) : Monseigneur Chamberlain
- Mädchen Amick (VF : Anne Rondeleux ; VQ : Violette Chauveau) : Shannon Pace
- Josh Wingate (VF : Raphaël Cohen) : Familiar

 Source et légende : version française (VF) sur RS Doublage et selon le carton du doublage français ; version québécoise (VQ) sur Doublage.qc.ca

## Box office
- Mondial : 65 millions $
- États-Unis : 26 millions $
- France : 1,8 million $ (221 843 entrées)